# Grasheide und Mühlhausener Benden
Das Naturschutzgebiet Grasheide und Mühlhausener Benden liegt auf dem Gebiet der Gemeinde Grefrath im Kreis Viersen in Nordrhein-Westfalen. Das etwa 191,07 ha große Gebiet, das im Jahr 1981 unter Naturschutz gestellt wurde, erstreckt sich nordöstlich des Kernortes Grefrath entlang der Niers. Südlich des Gebietes verläuft die B 509 und nördlich die A 40.